# Чемпионат Европы по горному бегу 2016
Чемпионат Европы по горному бегу 2016 года прошёл 2 июля в Арко (Италия) известном горном курорте в Доломитовых Альпах. Участники соревновались в дисциплине горного бега «вверх-вниз». Разыгрывались 8 комплектов наград: по 4 в индивидуальном и командном зачётах. Соревнования проходили среди взрослых спортсменов и юниоров (до 20 лет).
Трасса чемпионата начиналась в центре Арко, затем поднималась к замку на вершине холма Торре Ренгера, спускалась вниз и снова шла вверх по склону горы Колодри, после чего возвращалась к месту старта. Перепад высот на одном круге составлял до 250 метров. В зависимости от пола и возрастной категории участники преодолевали от одного до трёх кругов различной конфигурации.
Соревнования прошли при дождливой погоде. На старт вышли 202 бегуна (110 мужчин и 92 женщины) из 25 стран Европы. В турнире не принимала участие сборная России. Причиной являлось отстранение национальной сборной от международных соревнований, наложенное ИААФ в ноябре 2015 года в связи с допинговым скандалом. Каждая страна могла выставить до 4 человек в каждый из 4 забегов, командное первенство подводилось по сумме мест трёх лучших из них.
Действующие чемпионы Юхан Бугге из Норвегии и Андреа Майр из Австрии не приехали в Арко для защиты титула, однако на старт вышли такие титулованные спортсмены, как шестикратный победитель турнира Ахмет Арслан и двукратный чемпион Бернард Дематтеис.
Бернард Дематтеис уверенно лидировал среди мужчин и должен был одержать свою третью победу на чемпионате Европы, но в начале финишной прямой он сбавил скорость, чтобы подождать своего брата-близнеца Мартина, который бежал следом. Вдвоём они преодолели заключительные метры дистанции перед родной публикой, держа в руках итальянские флаги, а в финишном створе Бернард пропустил Мартина вперёд. После финиша он объяснил свой поступок желанием поддержать брата, у которого годом ранее скончался младший сын Мэттью. Бронзовую медаль завоевал Ахмет Арслан, она стала для него восьмой индивидуальной наградой на европейских первенствах. В командном зачёте сборная Италии одержала 20-ю победу подряд в истории турнира.
Один из главных фаворитов женского забега, Эмили Коллинг, выиграла для Великобритании первое индивидуальное золото чемпионатов Европы по горному бегу. Призёр зимних Олимпийских игр 2006 года в лыжной эстафете Антонелла Конфортола заняла 12-е место с отставанием от лидера в 2 минуты 43 секунды, а в командном первенстве стала чемпионкой в составе сборной Италии.

## Расписание
| Дата        | Время | Забег   |
| ----------- | ----- | ------- |
| 2 июля 2016 | 09:00 | Юниорки |
| 2 июля 2016 | 09:45 | Юниоры  |
| 2 июля 2016 | 10:45 | Женщины |
| 2 июля 2016 | 12:00 | Мужчины |

Время местное (UTC+2)

## Призёры
Курсивом выделены участники, чей результат не пошёл в зачёт команды

### Мужчины и юниоры
| Дисциплина                                  | Золото                                                                         | Золото   | Серебро                                                                 | Серебро  | Бронза                                                                   | Бронза  |
| ------------------------------------------- | ------------------------------------------------------------------------------ | -------- | ----------------------------------------------------------------------- | -------- | ------------------------------------------------------------------------ | ------- |
| 12,31 км перепад высот: +750 м −750 м       | Мартин Дематтеис Италия                                                        | 53.33    | Бернард Дематтеис Италия                                                | 53.34    | Ахмет Арслан Турция                                                      | 54.09   |
| 12,31 км (команды)                          | Италия · Мартин Дематтеис · Бернард Дематтеис · Чезаре Маэстри · Ксавье Шеврье | 8 очков  | Чехия · Ян Яну · Роберт Крупичка · Ондржей Фейфар · Томаш Лихий         | 29 очков | Великобритания · Эндрю Дуглас · Кристофер Смит · Томас Адамс · Бен Мунси | 33 очка |
| Юниоры 8,54 км перепад высот: +500 м −500 м | Ферхат Бозкурт Турция                                                          | 39.00    | Давиде Маньини Италия                                                   | 39.35    | Мустафа Гёксель Турция                                                   | 39.36   |
| Юниоры 8,54 км (команды)                    | Турция · Ферхат Бозкурт · Мустафа Гёксель · Абдюлмютталип Керван · Кенан Сары  | 10 очков | Италия · Давиде Маньини · Даниэль Паттис · Андреа Ростан · Самуэле Нава | 20 очков | Франция · Матьё Жаке · Жоан Божар · Робин Фарисье · Сильвен Кашар        | 24 очка |

### Женщины и юниорки
| Дисциплина                                   | Золото                                                                            | Золото   | Серебро                                                                       | Серебро  | Бронза                                                                                     | Бронза  |
| -------------------------------------------- | --------------------------------------------------------------------------------- | -------- | ----------------------------------------------------------------------------- | -------- | ------------------------------------------------------------------------------------------ | ------- |
| 8,54 км перепад высот: +500 м −500 м         | Эмили Коллинг Великобритания                                                      | 43.41    | Аличе Гаджи Италия                                                            | 44.08    | Сара Боттарелли Италия                                                                     | 44.24   |
| 8,54 км (команды)                            | Италия · Аличе Гаджи · Сара Боттарелли · Валентина Белотти · Антонелла Конфортола | 11 очков | Великобритания · Эмили Коллинг · Хайди Дент · Ребекка Хилланд · Сара Танстолл | 21 очко  | Чехия · Павла Схорная-Матяшова · Люцие Маршанова · Адела Странская · Татьяна Метелкова     | 31 очко |
| Юниорки 4,03 км перепад высот: +220 м −220 м | Михаэла Странская Чехия                                                           | 18.03    | Джулия Дзанне Италия                                                          | 19.08    | Хайди Дэвис Великобритания                                                                 | 19.09   |
| Юниорки 4,03 км (команды)                    | Великобритания · Хайди Дэвис · Скарлет Дейл · Лора Старк · Изабелла Уильямс       | 18 очков | Италия · Джулия Дзанне · Франческа Франки · Джулия Мурада · Лоренца Беккария  | 27 очков | Чехия · Михаэла Странская · Катержина Матернова · Катержина Дивишова · Вероника Беднарская | 33 очка |

## Медальный зачёт
Медали завоевали представители 5 стран-участниц.
 Принимающая страна
| Место | Страна         | Золото | Серебро | Бронза | Всего |
| ----- | -------------- | ------ | ------- | ------ | ----- |
| 1     | Италия         | 3      | 6       | 1      | 10    |
| 2     | Великобритания | 2      | 1       | 2      | 5     |
| 3     | Турция         | 2      | 0       | 2      | 4     |
| 4     | Чехия          | 1      | 1       | 2      | 4     |
| 5     | Франция        | 0      | 0       | 1      | 1     |
| Всего | Всего          | 8      | 8       | 8      | 24    |